# سیارک ۲۲۸۳
سیارک ۲۲۸۳ (به انگلیسی: 2283 Bunke، نامگذاری:1974SV4) دو هزار و دویست و هشتاد و سومین سیارک کشف شده‌است که در ۲۶ سپتامبر ۱۹۷۴ کشف شد.
قدر مطلق سیارک برابر ۱۲٫۷۰ است.